# Michael Finley
Michael Howard Finley (Melrose Park, Illinois, 6 de Março de 1973) é um ex-jogador de basquetebol profissional norte-americano que foi campeão da NBA em 2007, jogando pelo San Antonio Spurs.